# Jernalderens Skandinavien
Jernalderens Skandinavien (eller Nordisk jernalder) refererer til jernalderen i Skandinavien. Jernalderen går fra bronzealderens afslutning omkring år 500 fvt. og frem til vikingetidens begyndelse omkring år 800. Den inddeles typisk i de tre perioder førromersk jernalder, romersk jernalder og germansk jernalder.
Perioden var præget af, at uro i Centraleuropa satte en stopper den store handel med Middelhavsområdet, og Skandinavien gik hen og blev mere selvforsynende. Jernudvinding af myremalm gjorde det muligt at fremstille bedre værktøj og våben, og der skete en stor teknologisk udvikling i perioden. Der blev drevet omfattende landbrug, og husdyrholdet blev ændret fra løsgående græsning til stalde i beboelsebygninger.

## Historie
I 500- og 400-tallet fvt. skete en stor udvikling i eksport og import på det europæiske kontinent. Det øgede antal konflikter og krige mellem det centraleuropæiske keltiske stammer og middelhaveskulturer destabiliserede de større handelsruter og netværk mellem Skandinavien og Middelhavet, og fik dem til sidst til at bryde sammen. Dette fik den skandinaviske kultur til at ændre sig drastisk. Da området ikke længere kunne importere ting sydfra, blev hele Skandinavien i høj grad uafhængig og selvforsørgende. Arkæologiske fund vidner om en hurtig og stor ændring i den skandinaviske kultur og livsstil. De centraleuropæiske kulturer påvirkede dog stadig Skandinavien, især i perioden indtil årtusindeskiftet, hvilket bl.a. på ornamentikken på arkæologiske fund. Perioden var relativt kølig og fugtig frem til år 0.
Landbruget blev mere intensiveret og organiseret i større bosættelser, og med en mere arbejdskrævende produktion.
Slaver blev introduceret, hvilket var usædvanligt i bronzealderen. Den øgede magt og velstand samt organisering i det centraleuropæiske stammer i de følgende århundreder synes ikke at have givet øget handel mellem Skandinavien og Centraleuropa før omkring det 2. og 1. århundrede før år 0. På dette tidspunkt havde de keltiske stammer organiseret sig i adskillige bymæssige samfund kaldet oppida, og en mere stabil politisk situation i Europa tillod en helt ny økonomisk udvikling og handel.
Bronze kunne ikke bliver prodiceret i Skandinavien, da tin ikke kunne findes i undergrunden naturligt. Med nye teknikker blev det dog muligt at producere jern fra myremalm (hovedsageligt i Danmark), og dette spredte sig langsomt. Jern er et alsidigt metal, og kan bruges til både værktøj og våben, mens det ikke var før i vikingetiden, at materialet startede en revolution inden for pløjning. Bronzealderen ard blev stadig brugt som den primære plov, men langt større områder blev udlagt til landbrug end tidligere. Det skete i et sådant omfang, at det sydlige Skandinavien næsten blev ryddet for skov. Tidligere havde flokke af husdyr haft mulighed for at græsse i såkaldte græsningsegeskove, men de blev placeret i stalde, sandsynligvis for at udnytte deres efterladenskaber mere effektivt som gødning for at øge udbyttet i dyrkningen. Det er også blevet foreslået, at dette skifte er sket som følge af det kølige klima i første halvdel af jernalderen, således at husdyrene kunne bidrage til opvarmning af beboelsen.
Efter årtusindeskiftet blev klimaet atter varmere. Samtidig blev flere områder i Danmark efterhånden udpint som følge af den intensive dyrkning. De tidligere frugtbare områder er blevet til hede der kun vanskeligt lader sig dyrke, og dette har givetvis været med til at starte folkevandringstiden.
På trods af, at der under jernalderen var store kriser, så fortsatte udviklingen af landbrug, teknikker og organisering voldsomt i denne periode. Selvom nedgangen i handel med udlandet tyder på at perioden markede en overgang fra en rig og velhavende kultur til en fattigere og mere mager kultur, så blev befolkningen større, og der blev udviklet ny teknologi. Perioden kan også afspejle en ændring i kulturen og ikke nødvendigvis en nedgang i levevilkårene.

## Tidslinje
Jernalderen i Skandinavien og Nordeuropa begyndte omkring år 500 f.Kr. med Jastorfkulturen, og sættes til at fortsætte helt frem til omkring år 800, hvor vikingetiden begynder. Den efterfulgte Nordisk bronzealder med introduktionen af jernfremstilling, der blev tillært via kontakt med Hallstattkulturen og La Tène-kulturen.
- Førromersk jernalder (også kaldet keltisk jernalder) (500-0)
- Romersk jernalder (0-400)
- Germansk jernalder (400-800)
  - Vendeltiden

Den nordeuropæiske jernalder er stedet for urgermansk kultur, der i dens sene faser bliver den differentieret i urnordisk (i Skandinavien) og vestgermansk (Ingvaeonisk, Irminonisk, Istvaeonisk) i det nordlige Tyskland.

## Kultur og religion
| Jernalderkultur i Skandinavien. | Jernalderkultur i Skandinavien. |
| --- | ------------------------------- |
| - Skematisk tegning af et hus fra den tidlige jernalder. Indendørs stalde blev introduceret. - Lille bondehus fra romersk jernalder (Jernalderlandsbyen i Odense). - Lojsta Hallen, en rekonstrueret hal på 30 x 16 m fra germanisk jernalder (Gotland, Sverige) |                                 |
| - Kvinder bar hårnet. Et rekonstrueret hårnet fra førromersk jernalder (lavet efter fund fra Ardenkvinden, Danmark) - Øksehoved i jern (Gotland, Sverige. Tegning fra Nordisk familjebok, 1904–1926) - Nordisk jernalderbåde (Hjortspringsbåden, Danmark)        |                                 |
| - Brakteater (Bornholm, Danmark) - Ornamenterede kar. Gundestrupkarret i sølv fra romersk jernalder (Aars, Danmark) - Halskæde i guld. Mönekragen fra germansk jernalder (Västergötland, Sverige)                                                                |                                 |

| Nordisk jernalderkult | Nordisk jernalderkult |
| --- | --------------------- |
| - Cerimonielle vogne. Dejbjergvognene er fra førromersk jernalder Nationalmuseet, Danmark) - Votivgave i moser og vådområder (Illerup Ådal, Danmark) - Sten og tørve labyrinter (Bohuslän, Sverige) - Frugtbarhedssymboler. Dønna Fallos i marmor (Dønna, Norge)                                                                         |                       |
| - Billedsten. Ormhäxan (slange-heksen) fra germanisk jernalder (Gotland, Sverige) - Guldgubber: symbolske guldstykke fra germanisk jernalder (Bornholm, Danmark) - Amuletter og fibula med afbildninger af nordiske guder (denne er af Odin) fra germanisk jernalder - Guldhornene fra tidlig germanisk jernalder (Møgeltønder, Danmark) |                       |
| - Trekantet gravplads (tegning fra den svenske bog Nordbon under hednatiden, 1852) - Stendysser på en gravplads (Öland, Sverige) - Gravekugleer i sten (Småland, Sverige) - Mummificerede moselig. Tollundmanden (Silkeborg, Danmark) |                       |